# Новотроїцьке (Ізюмський район)
Новотро́їцьке —  село в Україні, у Донецькій селищній громаді Ізюмського району Харківської області. Населення становить 55 осіб.

## Географія
Село Новотроїцьке знаходиться на схилах заболоченої балки, по дну якої протікає річка Кисіль за 4 км від села Киселі (Лозівський район).

## Історія
До 2020 село було підпорядковане Шебелинській сільській раді Балаклійського району. 
12 червня 2020 року, відповідно до Розпорядження Кабінету Міністрів України  № 725-р «Про визначення адміністративних центрів та затвердження територій територіальних громад Харківської області», увійшло до складу Донецької селищної територіальної громади.
19 липня 2020 року, в результаті адміністративно-територіальної реформи та ліквідації Балаклійського району, село увійшло до складу новоутвореного Ізюмського району.

## Економіка
- В селі є молочно-товарна ферма.